# Carmen Sarahí
 (mars 2021).
La mise en forme du texte ne suit pas les recommandations de Wikipédia : il faut le « wikifier ».
Les points d'amélioration suivants sont les cas les plus fréquents :
- Les titres sont pré-formatés par le logiciel. Ils ne sont ni en capitales, ni en gras.
- Le texte ne doit pas être écrit en capitales (les noms de famille non plus), ni en gras, ni en italique, ni en « petit »…
- Le gras n'est utilisé que pour surligner le titre de l'article dans l'introduction, une seule fois.
- L'italique est rarement utilisé : mots en langue étrangère, titres d'œuvres, noms de bateaux, etc.
- Les citations ne sont pas en italique mais en corps de texte normal. Elles sont entourées par des guillemets français : « et ».
- Les listes à puces sont à éviter, des paragraphes rédigés étant largement préférés. Les tableaux sont à réserver à la présentation de données structurées (résultats, etc.).
- Les appels de note de bas de page (petits chiffres en exposant, introduits par l'outil «  Source ») sont à placer entre la fin de phrase et le point final[comme ça].
- Les liens internes (vers d'autres articles de Wikipédia) sont à choisir avec parcimonie. Créez des liens vers des articles approfondissant le sujet. Les termes génériques sans rapport avec le sujet sont à éviter, ainsi que les répétitions de liens vers un même terme.
- Les liens externes sont à placer uniquement dans une section « Liens externes », à la fin de l'article. Ces liens sont à choisir avec parcimonie suivant les règles définies. Si un lien sert de source à l'article, son insertion dans le texte est à faire par les notes de bas de page.
- La présentation des références doit suivre les conventions bibliographiques. Il est recommandé d'utiliser les modèles {{Ouvrage}}, {{Chapitre}}, {{Article}}, {{Lien web}} et/ou {{Bibliographie}}. Le mode d'édition visuel peut mettre en forme automatiquement les références.
- Insérer une infobox (cadre d'informations à droite) n'est pas obligatoire pour parachever la mise en page.

Pour une aide détaillée, merci de consulter Aide:Wikification.
Si vous pensez que ces points ont été résolus, vous pouvez retirer ce bandeau et améliorer la mise en forme d'un autre article.
 (mars 2021).
Si vous disposez d'ouvrages ou d'articles de référence ou si vous connaissez des sites web de qualité traitant du thème abordé ici, merci de compléter l'article en donnant les références utiles à sa vérifiabilité et en les liant à la section « Notes et références ».
Carmen Sarahí García Sáenz, née le 29 juin 1981, est une actrice, chanteuse, mannequin, danseuse mexicaine.

## Biographie
Carmen Sarahí est née à Nuevo Laredo, Tamulipas, Mexique. Elle est diplômée du Center for Arts Education de Televisa. Elle a joué dans des feuilletons télévisés tels que Ruby, Reveralda, Mujer de Madera, Flabra de Mujer, Ni Contigo ni Sin T, El Jurmento (Telemundo), et des émissions de télévision telles que SOS: Sex and Other Secrets, Como Dicho, La Rosa de Guadalupe, où elle faisait partie du groupe musical Decadance. Elle a fait partie de l’équipe de Guzman dans l'émission La Vez Show (Mexique) où elle a participé à la troisième saison, et a atteint les huitièmes de finale où elle a été battue par Carolina Ross.
Carmen Sarahí a enregistré des voix pour des films et des dessins animés, notamment, dans les films d’animation Disney, où elle a interprété Elsa dans (La Reine des neiges) dans la version latino-espagnole avec la chanson Let It Go (Libre Soy) et la chanson Into the Unknown (Mucho más allá) de La Reine des neiges 2.
Le 9 février 2020, Carmen Sarahí est invitée à rejoindre Edina Menzel, Aurora et huit autres voix internationales d’Elsa pour interpréter Into the Unknown lors de la 92e cérémonie des Oscars. Chaque interprète international chante une ligne de la chanson dans une langue différente : Maria Lucia Heiberg Rosenberg en latin, Wilmaine Verake en allemand, Takako Matsu en japonais, Carmen Saray en espagnol latino-américain, Lisa Stokke en norvégien, Kasia Laska en polonais, Anna Boutulina en russe, Gisela en espagnol européen et Gam Wojciani en thaï.

## Carrière
2013 a commencé avec la préparation de la mise en scène renouvelée de la comédie musicale Cats sous la production de Gerardo Quiroz à nouveau. Cette même année, il a assisté au casting pour entrer dans le spectacle de talents "La Voz ... México" dans sa troisième édition, où il a participé au troisième chapitre intitulé "Auditions à l'aveugle" (partie 3) interprétant "Día de Suerte" d'Alejandra Guzmán .5 Il a réussi à faire tourner les quatre entraîneurs mais a choisi l'équipe Guzmán et a réussi à atteindre le chapitre 12 du programme, c'est-à-dire la phase à élimination directe.
Après que Carmen ait fait le doublage parlé et chanté du film d'animation Frozen: A Frozen Adventure en tant que reine Elsa, c'est-à-dire l'un des rôles principaux, le film a réussi à être le plus rentable dans son casting (animé) au monde, occupant le numéro place 5.6 Et aussi le thème de la chanson principale "Let It Go" ou Libre Soy en espagnol a été récompensé par les Oscars comme "Meilleure chanson originale" et aussi comme "Meilleur film d'animation".